# MÁV kórház
A MÁV Kórház és Központi Rendelőintézet, napjainkban MH Honvédkórház 2. sz. Podmaniczky utcai telephely egy Budapest VI. kerületi egészségügyi intézmény.

## Története

### A Podmaniczky utcai oldalon álló épületek
Az 1920-as években a Kerepesi úti MÁV tisztviselői lakóházakban („Nyolcház”) (1087 Budapest, Kerepesi út 1-5.) működött MÁV Szakorvosi Rendelője. Mivel idővel a helységek szűkké váltak, egy új rendelő és egyben kórház építésének gondolata fogalmazódott meg. Erre a vasutasok fizetésük fél %-át fel is ajánlották, és 1927-ben fel is épült a Podmaniczky úton az új rendelő 52 ágyas kórházi részleggel. 1929-ben felépült a mai I. számú épület (210 kórházi ággyal), 1932-ben a II. számú épület (ugyancsak 210 ággyal). A kórházak a korszak megszokott, újhistorizáló stílusában épültek meg. (A kórház helyén, a Podmaniczky utca mentén korábban MÁV-telep volt. Ezeket a vasúti dolgozók részére készített munkásházakat Pucher József tervezte, és 1885-ben épültek fel.)
A kórház épületeit Kappéter Géza tervezte.
A kórház kihasználtságát mutatja, hogy 1937-ben már körülbelül 1 millió járóbeteg fordult meg épületeiben. A második világháború alatt jelentős károkat szenvedett az intézmény, a háború végén mindössze 50 kórházi ággyal üzemelt. Ezt követően elkezdődött az újjáépítése, és már 1945 októberében 375, 1950-ben 671 ággyal működhetett.
A 3, Podmaniczky utca mentén fekvő régi épületből egy el is pusztult a második világháború idején, később, 1980 körül modern épület épült a helyére.

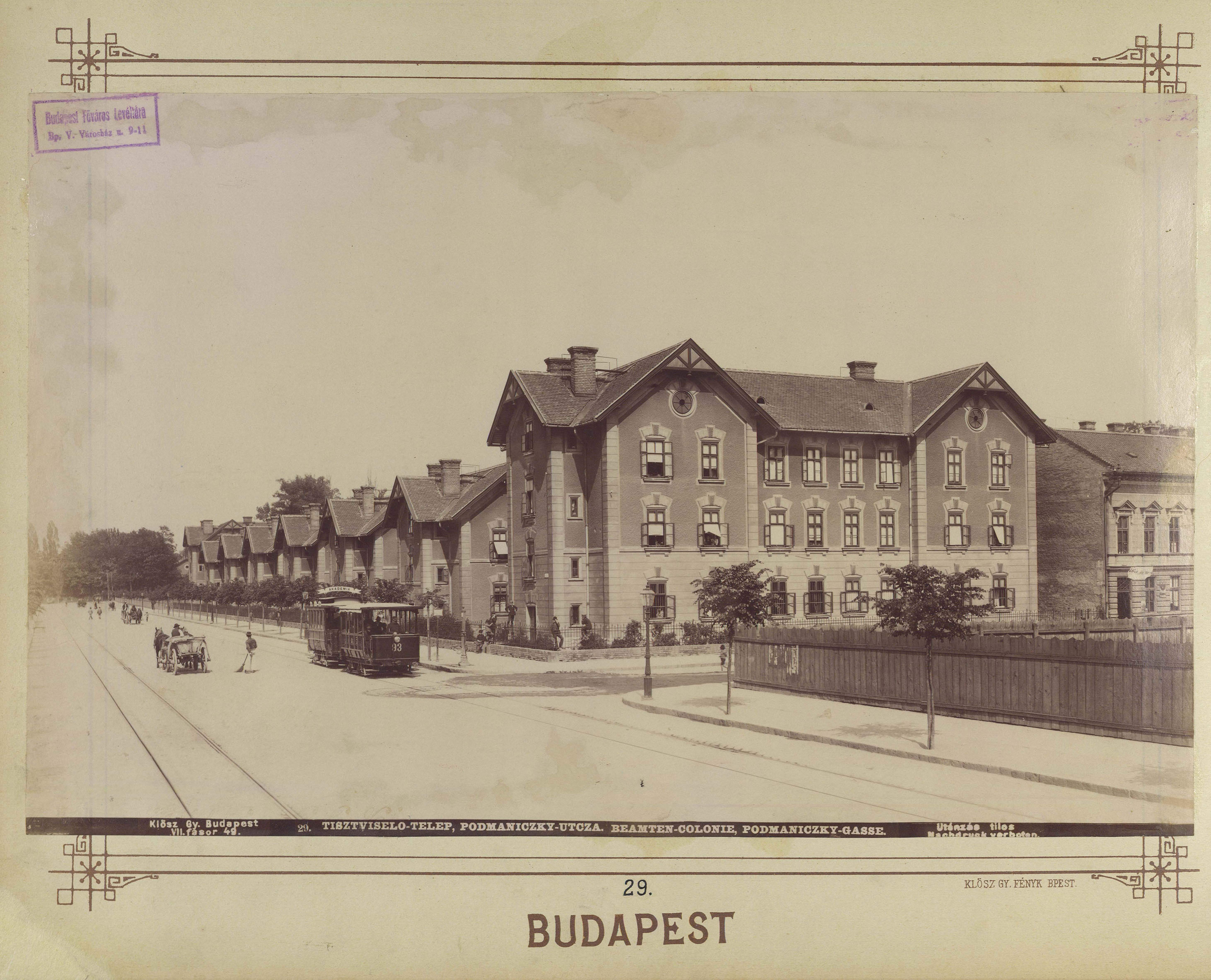
MÁV telep a kórház helyén
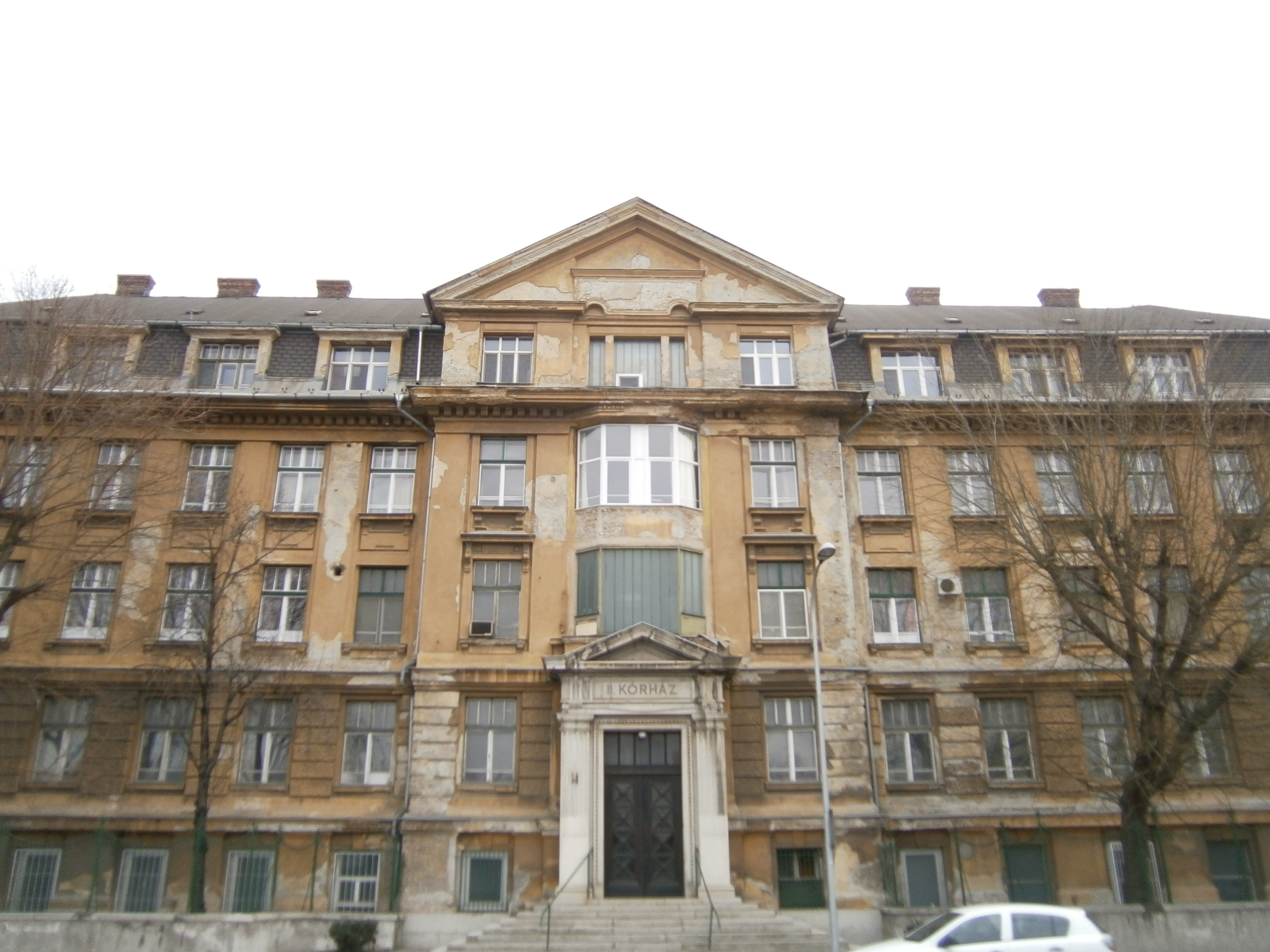
Régi részleg
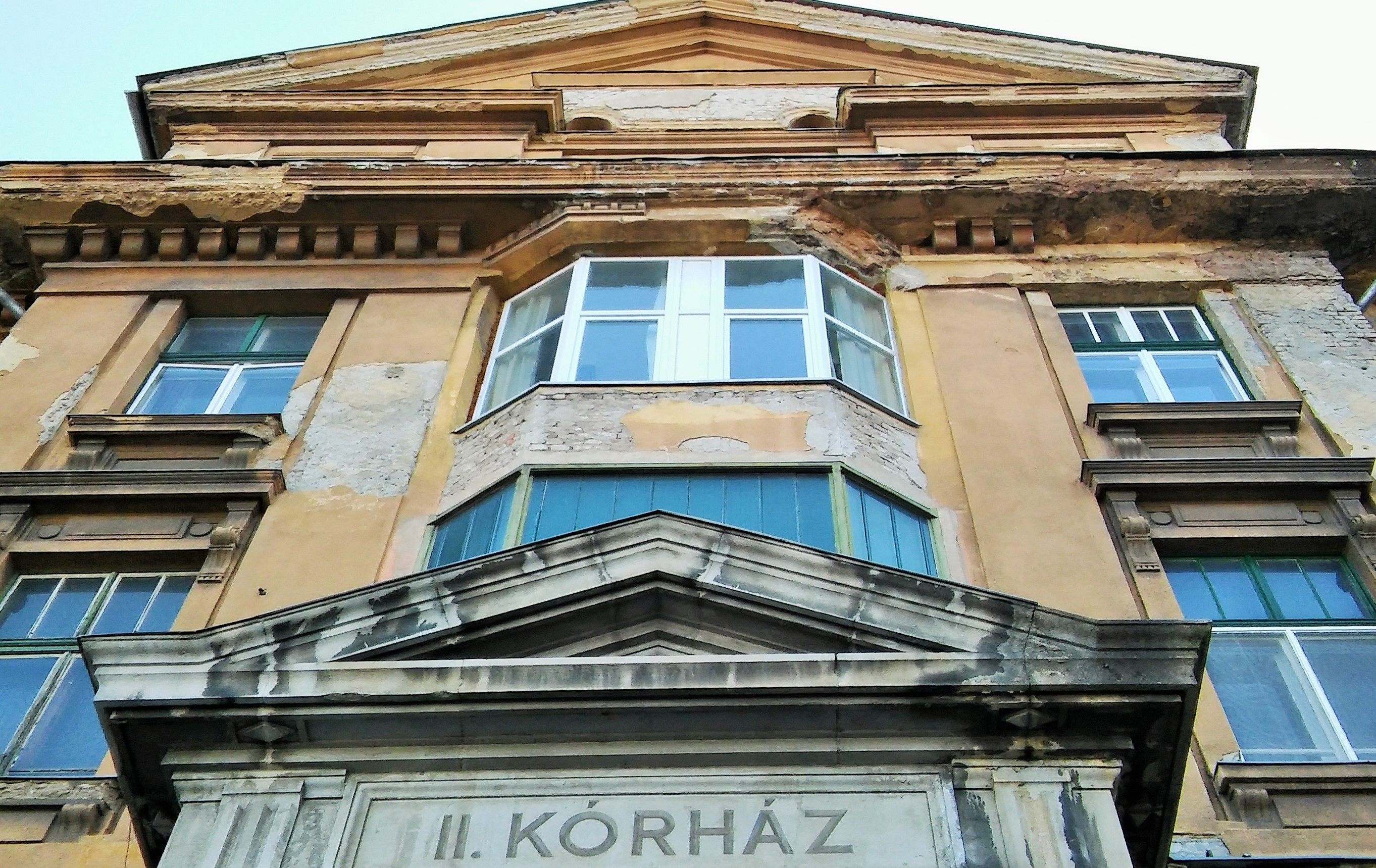
Régi részleg
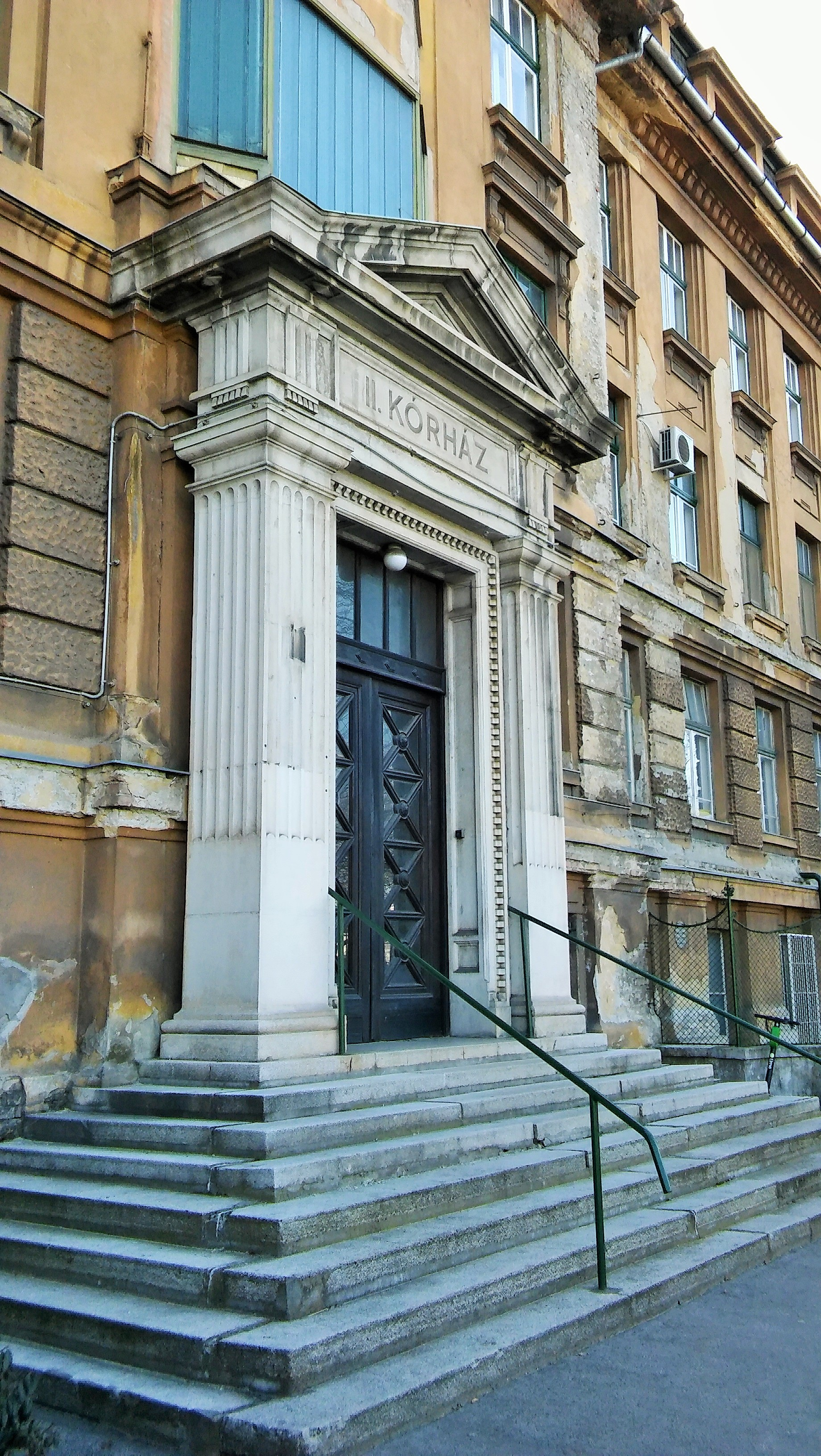
Régi részleg
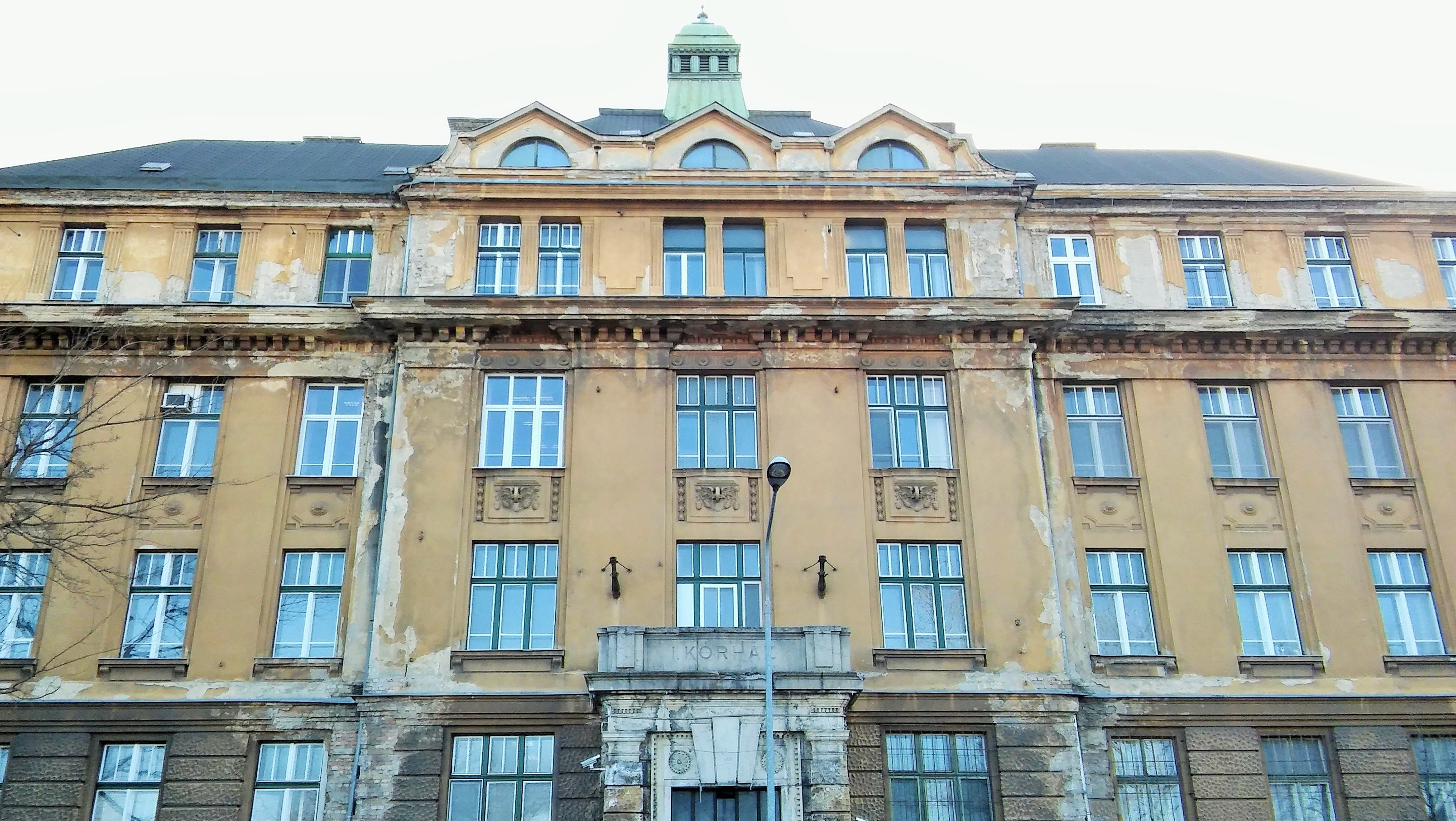
Régi részleg
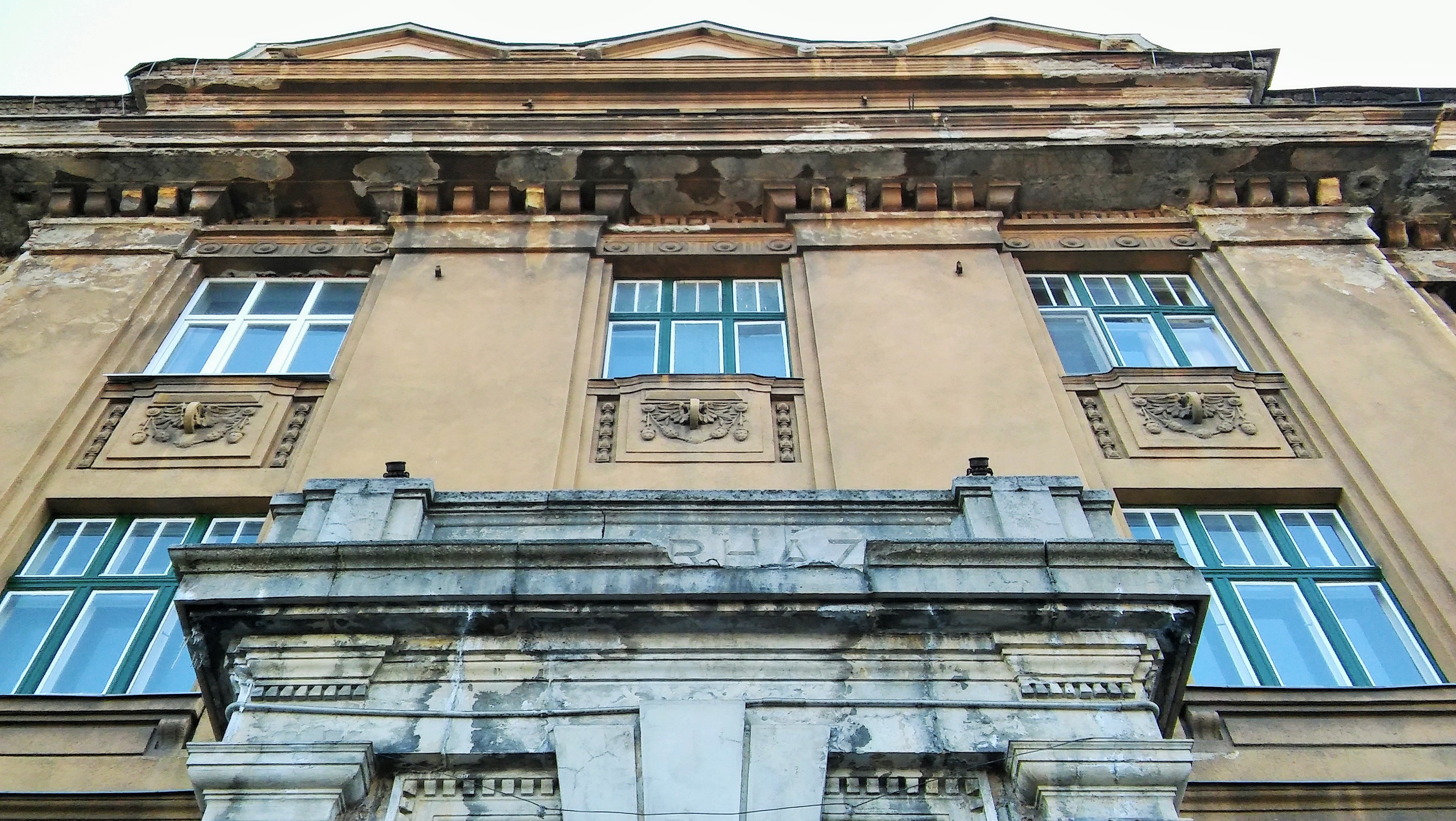
Régi részleg
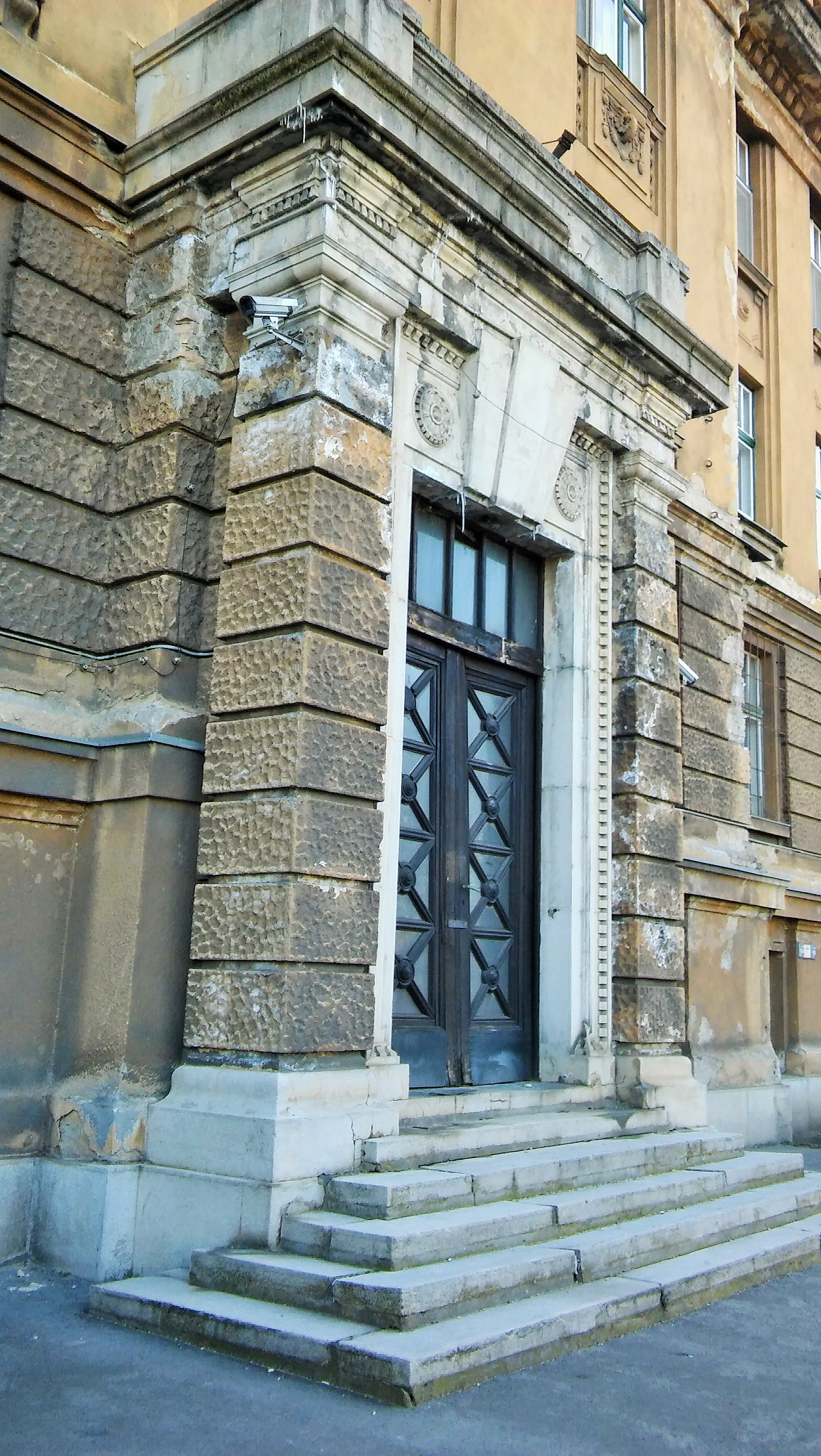
Régi részleg
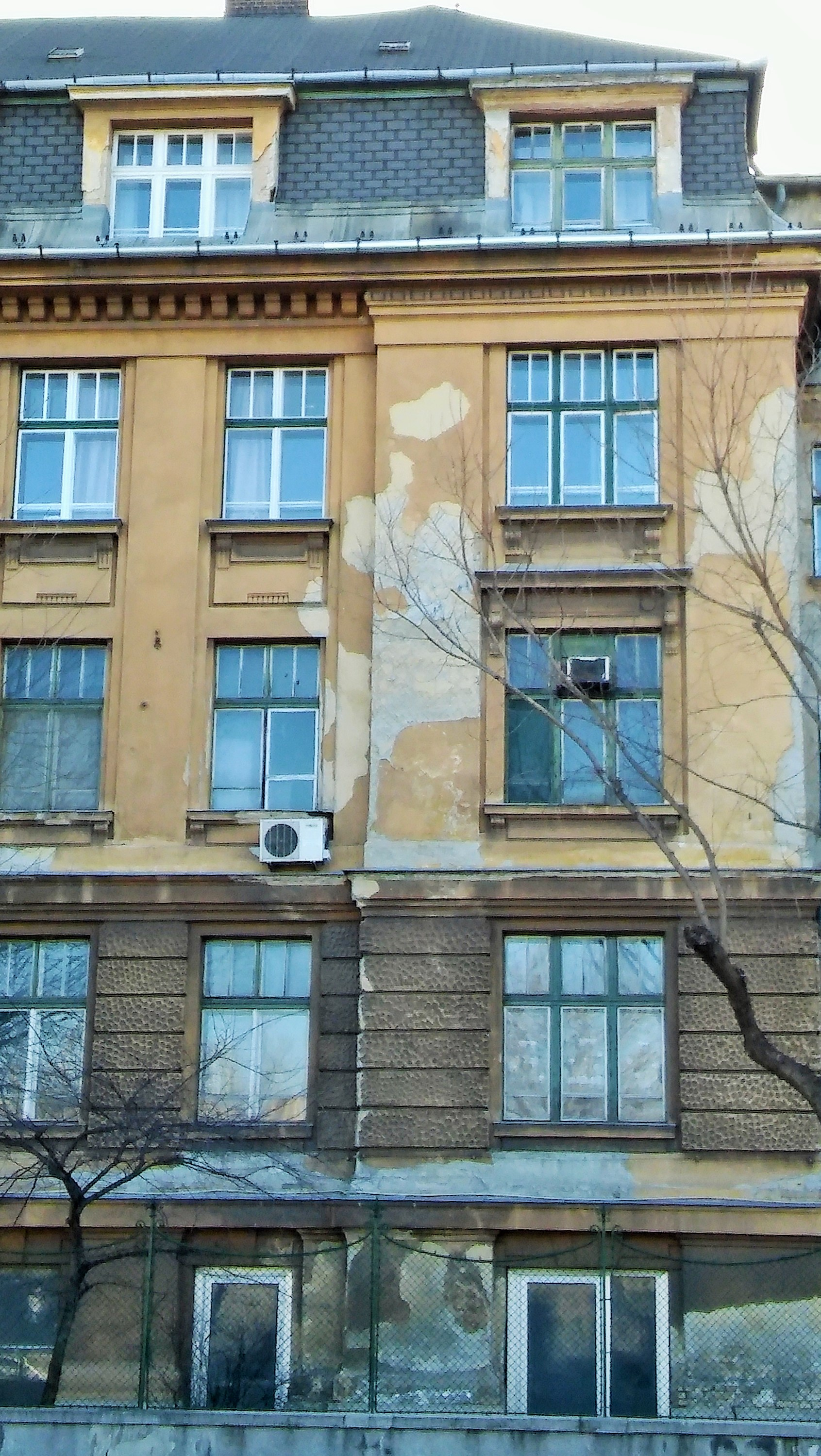
Régi részleg
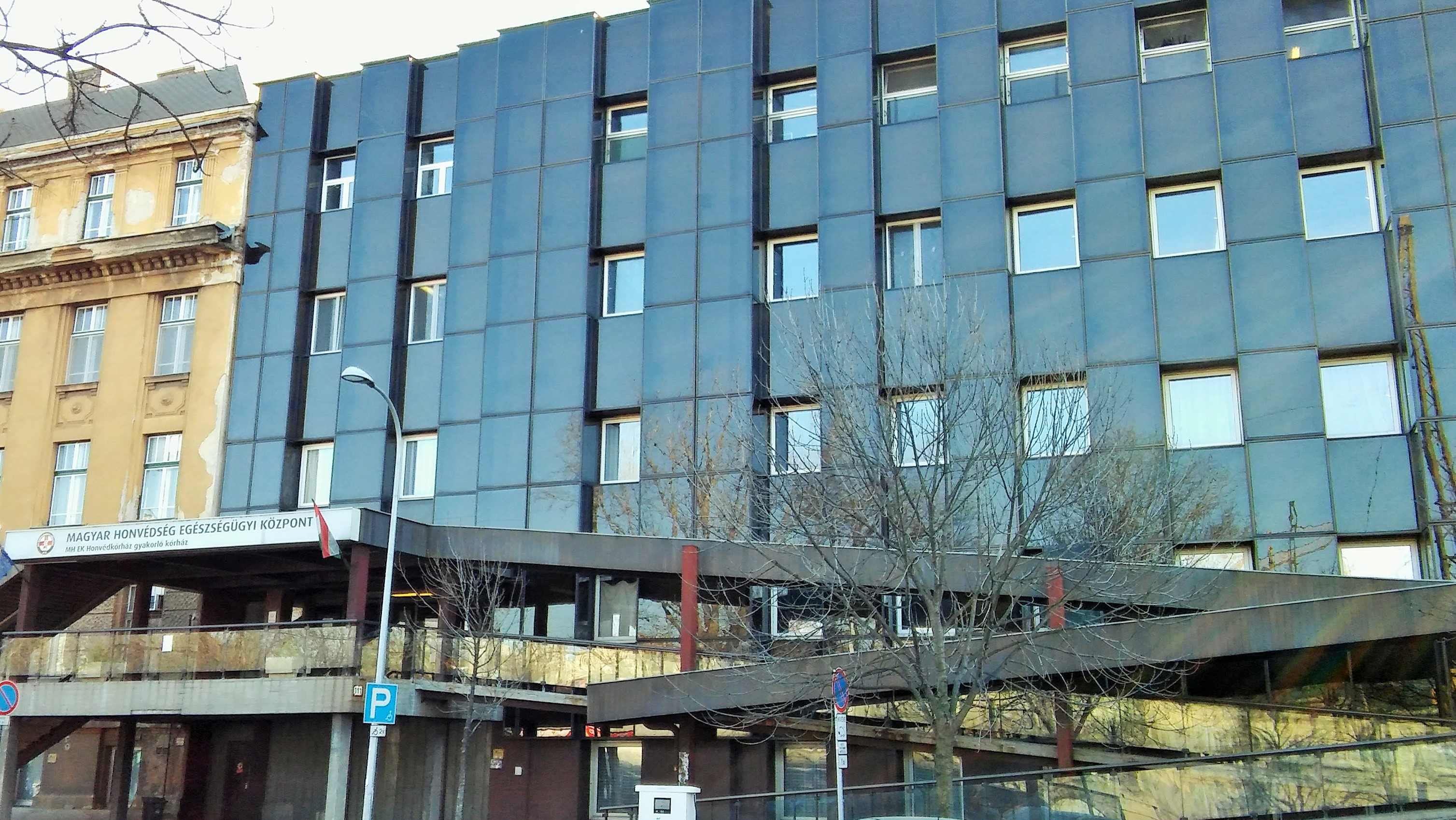
Modern részleg

### A Dózsa György úti oldalon álló épület
A kórház idővel a Dózsa György út mentén is terjeszkedett, ismeretlen időben (a 20. század második felében) a korábbi Aréna úti kocsiszín egy részét is elfoglalta, és oda új épületet építtetett. A kocsiszín megmaradt épületei is a kórház használatában állnak.

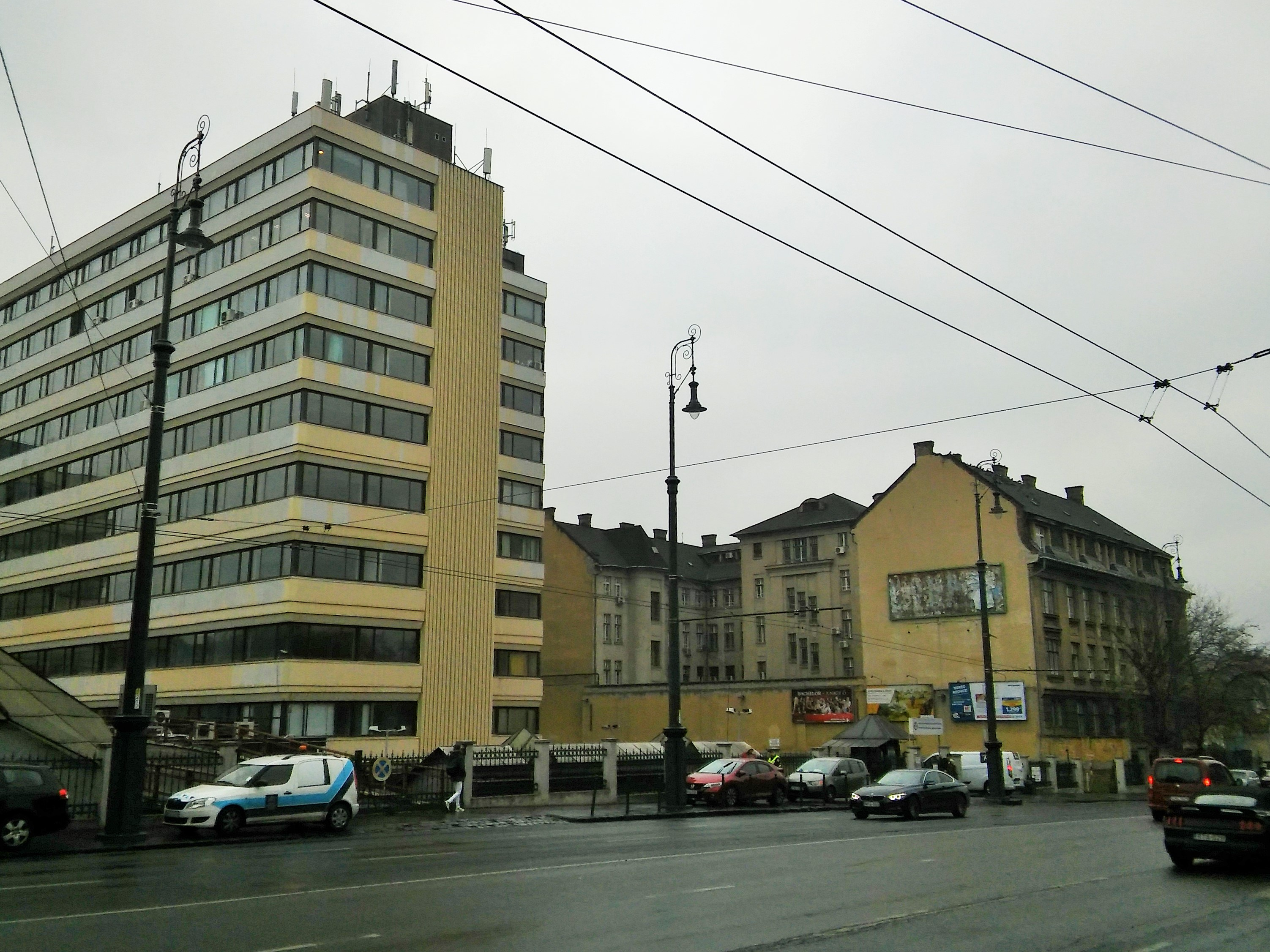
Modern részleg
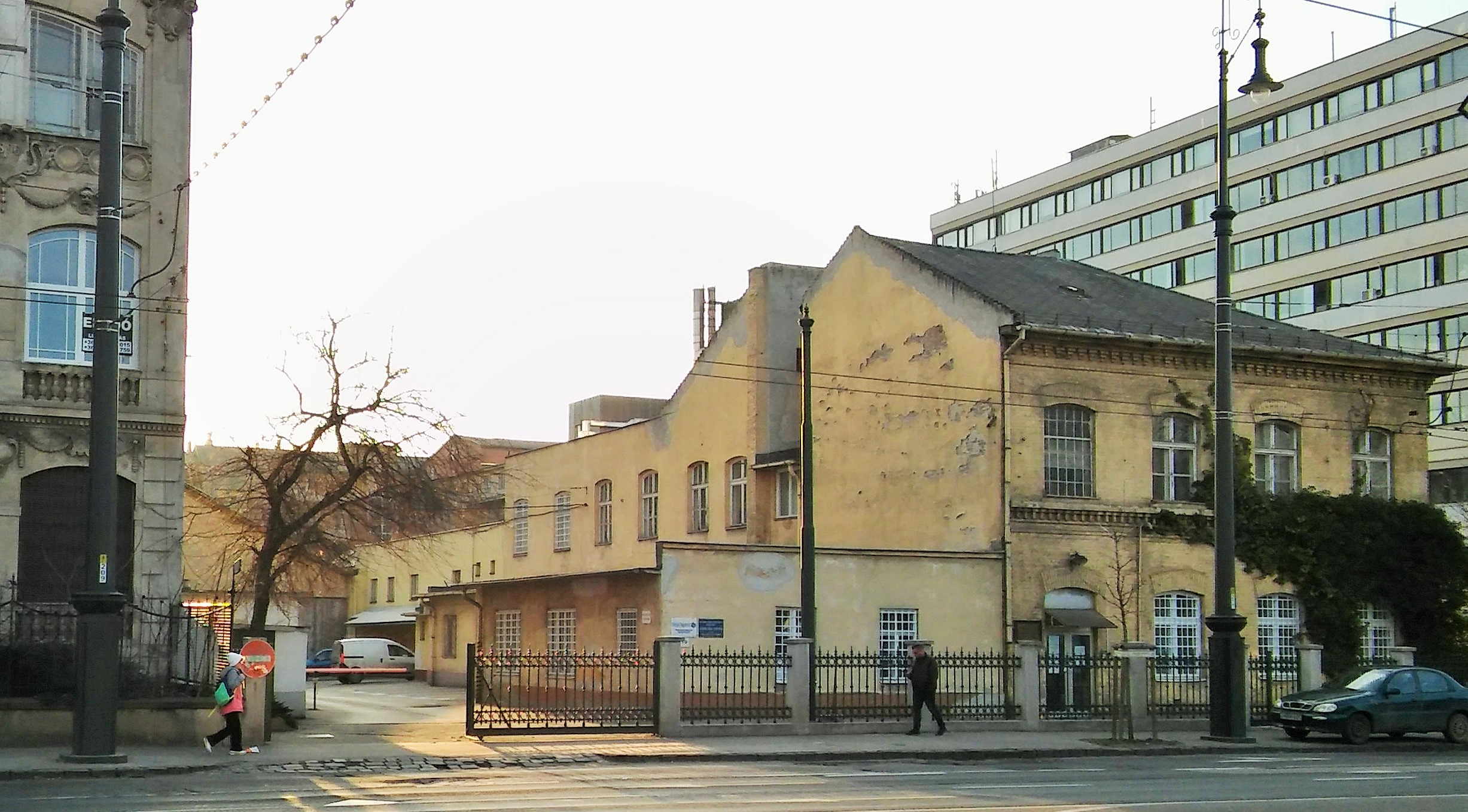
Az Aréna úti kocsiszín megmaradt része

Az egész kórház 1990-ben 1198 ággyal üzemelt, 1991-ben pedig Nemzeti Egészségügyi Központ nyílt meg keretein belül. A kórházhoz tartozott a Jávor u. 9/b. sz. alatti bel- és mozgásszervi rehabilitációs osztály, illetve Pécelen két krónikus belosztály.
Napjainkban az intézmény MH Honvédkórház 2. sz. Podmaniczky utcai telephelyeként működik.

## Egyéb külső hivatkozások
- https://magyarnemzet.hu/archivum-magyarnemzet/2007/06/mav-korhaz-elt-nyolcvan-evet